# ウォリントン (DD-30)
|          |                                                  |
| 艦歴     |                                                  |
| 発注     |                                                  |
| 起工     | 1909年6月21日                                    |
| 進水     | 1910年6月18日                                    |
| 就役     | 1911年3月20日                                    |
| 退役     | 1920年1月31日                                    |
| その後   | 1935年6月28日に売却                              |
| 除籍     | 1935年3月20日                                    |
| 性能諸元 |                                                  |
| 排水量   | 742トン                                          |
| 全長     | 293 ft 10 in (89.6 m)                            |
| 全幅     | 26 ft 1½ in (8 m)                                |
| 吃水     | 9 ft 5 in (2.9 m)                                |
| 機関     | 重油専焼缶4基                                    |
| 最大速   | 30ノット (56 km/h)                               |
| 乗員     | 士官、兵員89名                                   |
| 兵装     | 3インチ砲5門 30口径機銃3基 18インチ魚雷発射管6門 |

ウォリントン (USS Warrington, DD-30) は、アメリカ海軍の駆逐艦。ポールディング級駆逐艦の1隻。艦名はルイス・ウォリントンに因む。

## 艦歴
ウォリントンは1909年6月21日にペンシルベニア州フィラデルフィアのクランプ造船所で起工した。1910年6月18日にリチャード・ハットン夫人によって命名、進水し、1911年3月20日に艦長ウォルター・M・ハント大尉の指揮下就役する。
フィラデルフィア海軍工廠での艤装が完了すると、ウォリントンは8月5日にロードアイランド州ニューポートの水雷補給基地に移動し、大西洋水雷艦隊との訓練に向けての魚雷を積み込んだ。秋から初冬にかけて、ウォリントンは戦闘訓練および水雷発射訓練を水雷艦隊の駆逐艦、潜水艦と共に行った。また、大西洋艦隊の戦艦や巡洋艦と共により広い海域での戦闘訓練を行った。これらの訓練でウォリントンは北はマサチューセッツ州ケープコッド、南はキューバまでの海域で活動した。
1911年12月27日、ウォリントンは第8および第9駆逐艦隊の艦艇と共にサウスカロライナ州チャールストンを出航しハンプトン・ローズに向かった。12:40に2つの駆逐艦隊はバージニア岬近辺に到達した。突然未確認のスクーナーが濃霧と闇の中から現れ、ウォリントンの後部に衝突、艦尾部分のおよそ30フィートが切断された。この事故でウォリントンは全ての推力を失い、ハッテラス岬から17カイリの海域に停泊を余儀なくされた。スタレット (USS Sterett, Destroyer No. 27) が最初にウォリントンの救難無線に応答したが、間もなくウォーク (USS Walke, Destroyer No. 34) とパーキンス (USS Perkins, Destroyer No. 26) が救助に到着した。3隻は夜明けまで苦闘し、ウォリントンに牽引用索を結びつけようとしたが、結局13:00に密輸監視艇のコノンダガ (USRC Conondaga) が到着するまで牽引は行われなかった。コノンダガはウォリントンの牽引に成功し、ノーフォーク海軍工廠に向かった。ウォリントンは予備役となり、1912年12月2日まで修理が行われた。
現役に復帰するとウォリントンは、大西洋艦隊に配属され水雷艦隊との任務を再開した。その後大西洋水雷小艦隊に配属、4年以上の間東海岸沿いで活動し、様々な砲撃訓練および水雷訓練を水雷小艦隊と共に行い、同様に艦隊訓練および戦闘訓練を大西洋艦隊と共に行った。この活動の間、ウォリントンはニューポートを拠点として活動し、その後マサチューセッツ州ボストンを拠点とした。
1917年4月6日にアメリカ合衆国は第一次世界大戦に参戦し、ウォリントンはニューポート沖でのパトロールを開始、ドイツの潜水艦から母港を防衛した。6週間の偵察任務および海外派遣の準備の後、ウォリントンは5月21日にボストンを出港、ヨーロッパに向かった。途中ニューファンドランドに停泊し、6月1日にアイルランドのクィーンズタウンに到着した。クィーンズタウンを拠点として、アイリッシュ海でイギリスの港への入り口をパトロールし、大西洋を横断してイギリスに向かう輸送船団の最終行程を護衛する任務を6ヶ月間行った。クィーンズタウン沖での任務は1917年11月後半まで続けられ、その後はフランスでの活動を命じられた。
11月29日、新たな拠点のブレストに到着、パトロールおよび護衛の厳しいスケジュールが再開された。記録ではウォリントンはUボートと1度の遭遇があったことが示される。1918年5月31日の朝、フランス沿岸で船団護衛の途中にプレジデント・リンカーン (USS President Lincoln) からの救難無線を受信した。プレジデント・リンカーンはその日の朝早くにU-90による雷撃を受けていた。ウォリントンは僚艦と共に直ちに救援に駆けつけた。その日の夜遅くまでに、沈没地点に到達することは出来なかったが、23:00を回った頃に443名の生存者の救助に成功した。スミス (USS Smith, Destroyer No. 17) は688名の生存者を救助した。唯一の例外がエドゥアード・アイザクス大尉であった。アイザクスはU-90によって救助されたが、6月1日にウォリントンとスミスはブレストへの帰還途中にU-90に対して爆雷攻撃を行った。爆雷は潜水艦に激しい衝撃を与えたものの、攻撃が成功した証拠は得られなかった。アイザクス大尉はその後ドイツの捕虜収容所から脱走した。2隻の駆逐艦は生存者の輸送を優先し、潜水艦への攻撃は取りやめられた。ウォリントンとスミスは翌日ブレストに入港、生存者を上陸させるとパトロールと船団護衛の任務を再開した。
8月8日、他駆逐艦とともにドイツ潜水艦に撃沈されたフランス装甲巡洋艦「デュプティ・トゥアール」の生存者を救助。
ウォリントンは終戦までブレストを拠点として活動したが、7月のドイツ海軍の攻勢が失敗に終わると脅威は縮小した。10月後半にドイツは無制限潜水艦戦を中止し、11月初めには休戦協定が成立した。
休戦が成立したものの、ウォリントンは1919年の春までヨーロッパ海域での活動を続けた。3月22日に駆潜艇とタグボート船団を護衛してブレストを出航した。アゾレス諸島で停泊した後、船団は無事バミューダに到着し、ウォリントンはフィラデルフィアに向かった。
ウォリントンは5月初めにデラウェア岬に到着し、1920年1月31日に就役を解かれるまでリーグ島の海軍工廠に停泊した。その後予備役状態で1935年まで保管される。1935年3月20日にウォリントンは除籍された。ロンドン海軍軍縮会議の決定に従って、ウォリントンは1935年6月28日にバージニア州ノーフォークのM・ブラック・アンド・カンパニー社にスクラップとして売却された。